# فرودگاه رومجاتار
فرودگاه رومجاتار (به انگلیسی: Rumjatar Airport) یک فرودگاه همگانی با کد یاتا RUM است . این فرودگاه در کشور نپال قرار دارد و در ارتفاع ۱۳۷۲ متری از سطح دریا واقع شده است.

## شرکت‌های هواپیمایی و مقصدهای پروازی
| شرکت‌های هواپیمایی | مقصدهای پروازی          |
| ----------------- | ----------------------- |
| نپال ایرلاینز     | تریبهوان، تنزینگ-هیلاری |
| Tara Air          | تریبهوان                |